# 山岸巳代蔵
山岸 巳代蔵（やまぎし みよぞう、1901年（明治34年）8月12日 - 1961年（昭和36年）5月4日）は、昭和時代の農業家。幸福会ヤマギシ会の創始者。

## 人物
滋賀県蒲生郡老蘇村大字東老蘇（現・近江八幡市）にて生まれ、1922年より養鶏を中心に農業を始める。1950年にジェーン台風が日本を襲った際、山岸の田地が無事だったことが注目され、以後講演活動を始める。
1952年、山岸会を創立する。これが、「幸福会ヤマギシ会」の始まりである。1954年、『山岸式養鶏法・農業養鶏編（前編）』を、名古屋の中禽社より出版する。1958年3月には、三重県阿山郡伊賀町（現・伊賀市）にて「ヤマギシズム生活実践場春日山実験地」が実現するが、1959年7月に山岸会は不法監禁容疑で警察の強制捜査を受け、山岸会幹部9名が逮捕され、代表の山岸にも逮捕状が出された。1960年4月、山岸は声明書を出して、三重県警察の上野警察署に任意出頭するが、同年10月に起訴猶予処分となる。
1961年5月3日、研鑽会に参加していた途中に頭痛を訴え、その翌日、クモ膜下出血で死亡する。山岸の死後、会の代表は杉本利治が継いだ。

## 世界革命実践の書
山岸の著書『世界革命実践の書』は「人種改良」や「悪性遺伝は子孫に不幸を齎す（もたらす）」ことを訴えている。このような同書簿の内容についてジャーナリストの米本和広は、「優生思想に凝り固まった国家社会主義の科学者が書いたような、障害者全面否定の思想」と批判している。